# Diretor de arte
O diretor de arte, ou editor de arte, é o profissional que, geralmente, gerencia a atividade de design e concepção artística de um produto audiovisual, incorporando uma série de funções, em publicidade, design editorial, internet, videogames (br) / videojogos (pt), cinema e propaganda.

## Publicidade
Dentro da criação publicitária, o diretor de arte trabalha em conjunto com o redator, para a criação de peças publicitárias. Nesse sentido ele deve ter conhecimento em áreas como design gráfico, audiovisual, multimídia, (design editorial, web, TV).
Com o surgimento das Novas mídias esse profissional deve estar sempre buscando novos conhecimentos, pois a cada dia a publicidade se reinventa para atingir o consumidor de uma maneira mais eficaz.

## Internet
Na web a figura do diretor de arte é ligada à concepção e execução de elementos de design na internet, como por exemplo banners, hot sites, websites etc. A principal atividade de um diretor de arte num projeto web é:
- Criar o Layout
- Validar com o departamento de Desenvolvimento a viabilidade de um projeto;
- Sugerir animações, que são geralmente feitas por um Motion Designers ou pelos programadores;
- Cobrar dos desenvolvedores (equipe de programadores) a maior fidelidade possível através do layout inicial;
- Acompanhar e orientar o trabalho de fotografia e ilustração.

## Cinema e televisão
Esse tipo de diretor de arte é o responsável pela concepção visual de toda a produção, seja filme, programa de TV ou anúncio. Cabe ao diretor de arte orientar o trabalho da equipe de arte, que é composta pelos: produtores de arte, assistentes de arte, cenografia, figurino, caracterização, produtores de objetos, efeitos especiais e efeitos visuais.
O chamado "production designer" seria "um titulo mais fantasioso para o diretor de arte", como disse o cineasta Sidney Lumet. No entanto, algumas vezes, o trabalho do "production designer" vai um pouco mais além do trabalho do diretor de arte. Esse fica responsável por todo o aspecto visual do filme, desde sets e figurino até efeitos especiais e trabalho de laboratório. O anglicismo "projetista de produção" (ou, às vezes, "desenhista de produção" ou ainda "designer de produção"), embora utilizado algumas vezes pela mídia, não foi incorporado ao vocabulário profissional da área de cinema e televisão nos países de língua portuguesa.

## Literatura
- Hans-Jürgen Tast (ed.) ANTON WEBER (1904-1979) - Filmarchitekt bei der UFA. (Schellerten 2005) ISBN 3-88842-030-X;